# Club Deportivo Palencia Balompié
El Club Deportivo Palencia Balompié fue un club de fútbol de España, de la ciudad de Palencia. Fue fundado el 5 de junio de 2011. Desapareció en 2019.

## Historia
El domingo 5 de junio de 2011, varios aficionados del fútbol palentino, no conformes con la aprobación de transformación en sociedad anónima deportiva del Club de Fútbol Palencia, decidieron fundar un nuevo club de fútbol en la ciudad, que respondió al nombre de Club Deportivo Palencia Balompié con el objetivo de integrar a todos aquellos aficionados que deseen disfrutar y padecer con los triunfos y las derrotas de un club que puedan considerar enteramente suyo.
Se decidió que la indumentaria sería como la de aquel primer Club Deportivo Palencia de 1929, camiseta morada y pantalón y medias negras.
Para sus inicios se creó una Junta Directiva amplia, formada por personas con diferentes experiencias y conocimientos, todos ellos deseosos de sacar adelante un club, por y para todos los palentinos, bajo el lema “La fuerza de un sentimiento”. Esta primera Junta Directiva estaba presidida por Juan José Salvador, que fue presidente del club durante las primeras tres temporadas y media. Actualmente, el máximo mandatario del equipo morado es Javier Rodríguez de la Vega, quien fue proclamado presidente por la junta electoral el 19 de diciembre de 2014, al ser la única candidatura presentada.
La sede social del club estuvo ubicada en el Bar Tunaipe, situado en la Avenida de Santander número 40, y dispuso de una oficina en el estadio municipal de "La Balastera".
Comenzó su andadura deportiva en la temporada 2011-12 quedando segundo clasificado de la Liga Provincial de Palencia y logrando el ascenso a Primera Regional.
La temporada siguiente, 2012-13, logró un séptimo puesto en su primera temporada en categoría regional, que serviría de toma de contacto y adaptación.
En el curso 2013-14 el equipo acaba la liga en tercera posición y queda a expensas de que se produzca el ascenso de dos equipos castellanoleoneses a Segunda B. Logran superar el playoff el Real Valladolid B y el Atco. Astorga, con el que el 21 de junio de 2014 el Dépor es nuevo equipo de Tercera División.
Durante la temporada 2014-15, el Depor comienza la liga con Juanjo Rodríguez en el banquillo, pero el preparador palentino no consigue los puntos que se esperaban y el 23 de diciembre es cesado, dejando al equipo morado 9° con 26 puntos de 51 y a 3 de la eliminatoria. Su sustituto es Miguel Ángel Álvarez Tomé, quien se incorpora a los entrenamientos el 29 de diciembre. El cuadro palentino acaba la liga tercero y juega el playoff de ascenso a 2.ªB por primera vez en su historia. En la primera ronda elimina al CF El Castillo, para caer en la segunda ante el Atlético Levante (Levante B).
Para la temporada 2015-16, se hace cargo del equipo un viejo conocido de la afición palentina, Santi Sedano, exjugador del CF Palencia (1995-96 y 2003-06) y exentrenador del Cristo Atlético (2010-12).
Al final de la temporada 2015-16 el CD Palencia logra el 3.º Puesto en la liga y juega los play-off de ascenso a 2.ºB. El primer rival que le toca, es el CD Loja, con el cual pierde 1-2 en la Nueva Balastera, pero logra remontar la eliminatoria por 0-3 en la vuelta. El segundo rival que le tocó en los Play-Off es el SD Logroñés, con el cual pierde 0-1 en la Nueva Balastera, pero por segunda vez, logra remontar la eliminatoria, esta vez ganando 1-3 en Las Gaunas. Habiendo pasado dos eliminatorias, tocaba la tercera y última para lograr el ascenso a 2.ºB. El nuevo rival era el Zaragoza B Deportivo Aragón. El partido esta vez en la Nueva Balastera se lo llevó el Deportivo por 1-0 y el partido decisivo, la vuelta, se jugó en la Romareda, estadio del Real Zaragoza. Tras un buen partido y contando con alrededor de 10.000 aficionados viendo el encuentro, el CD Palencia , con gol de Diego Torres, lograba la victoria y el tan soñado ascenso a la división de Bronce. El CD Palencia era nuevo equipo de 2.ºB.
La temporada del CD Palencia en Segunda B fue decepcionante a nivel deportivo y social. Tras sumar 38 puntos en 38 jornadas, terminaron en la antepenúltima posición y se consumó el descenso a Tercera División. Tras unos problemas internos en la directiva del club, la situación empeoró cuando se condenó al club a descender una categoría más hasta Preferente, ya que no saldó su deuda con la Asociación de Futbolistas Españoles (AFE). El club palentino fue condenado a competir en categorías regionales y poco a poco fue perdiendo fuerza. En enero de 2019, la Federación de Castilla y León de Fútbol (FCYLF) anunció la expulsión del equipo de la categoría Regional además de la multa de 600€, debido a no presentarse a un partido por segunda vez consecutiva. En ese momento se dio la desaparición del CD Palencia Balompié.

## Filosofía del club
La filosofía del Deportivo Palencia fue algo especial, al nacer de la lucha contra la conversión en S.A.D. del CF Palencia. Cuando se funda, se busca un club que no terminase siendo lo que fue el Palencia en sus últimos años. 
El objetivo es la búsqueda de unos valores diferentes a los que rigen el fútbol actual, desde el gastar lo que se tiene, un socio un voto, la solidaridad como forma de acercamiento a la sociedad... en definitiva, un club que busca un fútbol popular.
En los 8 años de historia, el Deportivo hizo varias actividades solidarias por y para los palentinos y palentinas, desde el convenio vitalicio con la Asociación Española Contra el Cáncer hasta diferentes torneos solidarios, pasando por recogida de alimentos o visitas al hospital. Además podemos tener el orgullo de ser el primer club que organiza el I Encuentro de Fútbol Popular. Reconstruyendo el Fútbol de la Gente, una iniciativa que busca aunar el encuentro y la convivencia con la reflexión y la formación.

## Escudo
El escudo del club fue creado por Manuel Lobejón. El diseño definitivo fue elegido por los socios fundadores del club entre los diferentes modelos que presentó.
Consistió en un escudo redondo con borde exterior blanco, envolviendo un anillo morado del mismo grosor, que a su vez rodea un anillo blanco con las leyendas Club Deportivo en la parte superior y Palencia en la inferior, ambas en letras negras. Círculo interior con borde dorado, con faja también dorada con la leyenda Armas y Ciencia en letras negras. Parte superior divida en dos mitades, la izquierda con cruz de la victoria ribeteada de negro sobre fondo azul, la derecha con castillo dorado mamposteado de negro sobre fondo rojo, y parte inferior dividida en siete franjas verticales, las impares de color morado y las pares de color negro y, sobre ellas, un balón de estilo clásico de color marrón claro con costuras en negro.

## Uniforme
- Uniforme local: Camisa morada con franja horizontal negra, pantalón negro y medias negras.

|  |

- Uniforme visitante: Camisa blanca, pantalón morado y medias moradas.

|  |

- Uniforme alternativo: Camisa recreando la musculatura del cuerpo humano, al igual que en el pantalón y medias negras.[12]

## Estadio
Durante las temporadas de existencia del club (2011-2014), el Dépor jugó sus partidos como local en el Campo del Otero, ubicado en el barrio del mismo nombre. Al alcanzar el ascenso a Tercera división (2014) le fue concedida la solicitud de jugar en el Nueva Balastera, campo que compartió con el Cristo Atlético al ser éstos los dos equipos de Palencia que militaban en la categoría más alta del fútbol español. En el año 2017 volvió a disputar sus partidos como local en el Campo del Otero tras descender a Primera Regional.

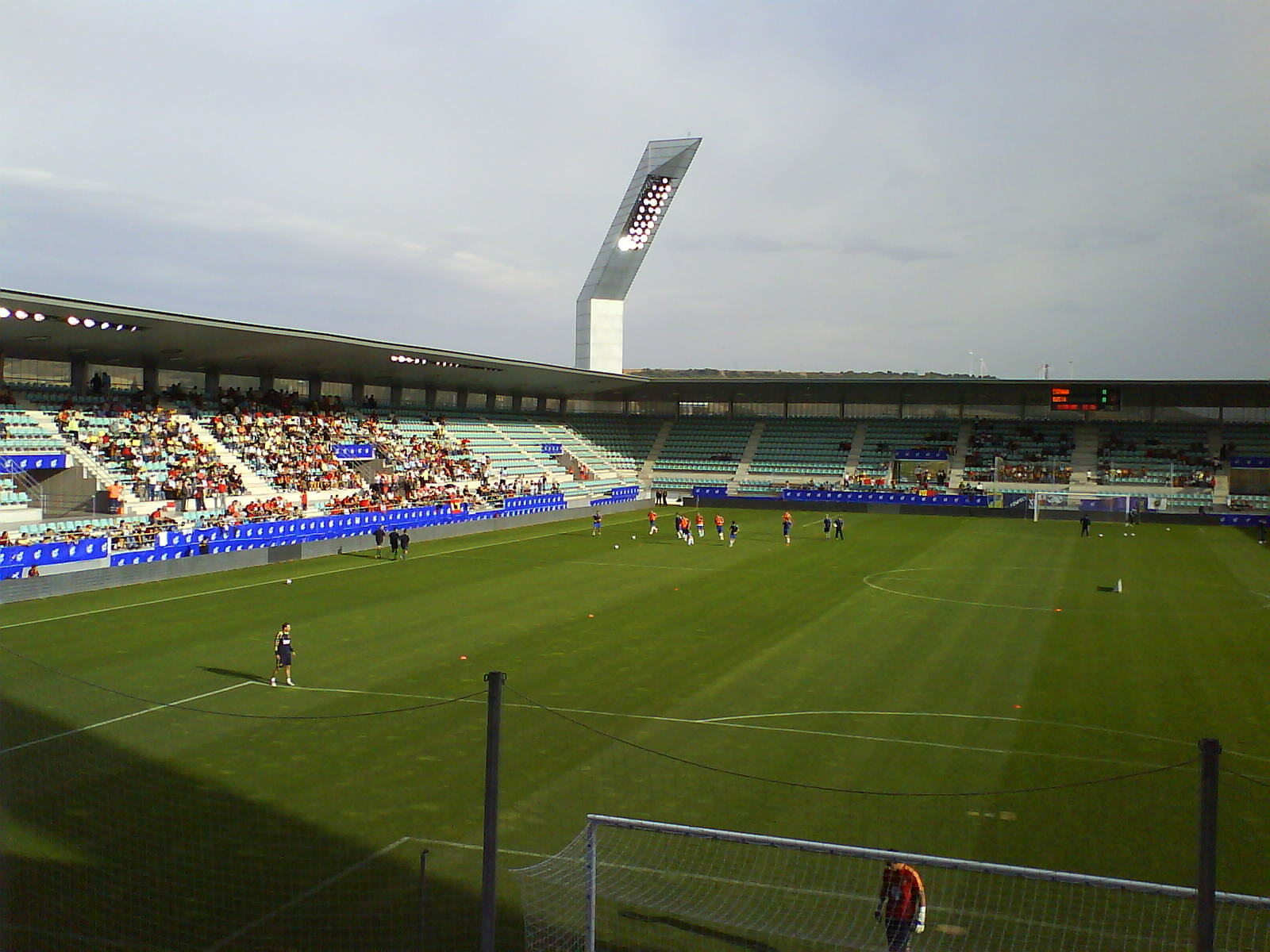
Nuevo Estadio Municipal La Balastera

El Nuevo Estadio Municipal La Balastera tenía previsto acabarse el día 17 de septiembre de 2006, pero finalmente se inauguró el 10 de octubre de 2006 con el partido entre España e Italia sub-21. El honor de ser el primer jugador en marcar un gol en el nuevo estadio fue para el italiano Chiellini. En liga fue el delantero morado del CF Palencia Carlos el primero en perforar la portería del nuevo campo.
El nombre del campo de fútbol de Palencia se debe al nombre de los terrenos donde se encuentra. Esa zona era denominada, antes de elegir el lugar en el que se iba a construir el campo, Balastera o Balastrera, por la gran cantidad de balasto o balastro que había depositada en ella. Los terrenos eran empleados como almacén de balasto por parte del ferrocarril Palencia-Medina de Rioseco, ya desaparecido, y cuyo trazado discurría por las inmediaciones del campo. Balasto es un tamaño de piedra (de 8 a12 cm aproximadamente), habitualmente de granito, que se utiliza como cama en las cajas de los ferrocarriles para asentar las traviesas o en las carreteras, para asentar la pavimentación. La palabra balastera no aparece en el Diccionario de la Real Academia Española. Puede considerase, por lo tanto, una derivación popular, un vocablo palentino.
El estadio tiene capacidad para 8.100 personas, todas ellas sentadas.
Los únicos llenos fueron el día de la inauguración, y el 18 de mayo de 2008, en el partido CF Palencia - Burgos CF, en el que ambos clubes descendían a la Tercera división española.

## Datos del club
- Temporadas en 1.ª: 0
- Temporadas en 2.ª: 0
- Temporadas en 2.ªB: 1 (temporada 2016/17)
- Temporadas en 3.ª: 2
- Temporadas en Primera Regional: 4
- Temporadas en Liga Provincial de Palencia: 1
- Mejor puesto en la liga: 3.º (3.ª, temporadas 2014/15 y 2015/16)